# Pawłowice (Gorzów Śląski)
Pawłowice (auch Pawlowice Gorzowskie; deutsch Paulsdorf) ist eine Ortschaft in Oberschlesien. Der Ort liegt in der Gmina Gorzów Śląski (Landsberg O.S.) im Powiat Oleski (Kreis Rosenberg) der Woiwodschaft Oppeln in Polen.

## Geographie

### Geographische Lage
Das Straßendorf Pawłowice liegt vier Kilometer südöstlich vom Gemeindesitz Gorzów Śląski (Landsberg O.S.), 22 Kilometer nördlich der Kreisstadt Olesno (Rosenberg) und rund 62 Kilometer nordöstlich der Woiwodschaftshauptstadt Opole (Oppeln). Der Ort liegt in der Wyżyna Woźnicko-Wieluńska (Woischnik-Wieluń Hochland) innerhalb der Obniżenie Liswarty (Lisswarther Senke). Durch das Dorf fließt die Piaska, ein linker Zufluss der Prosna. Der Ort liegt an der stillgelegten Bahnlinie der Rosenberger Kreisbahn. 

### Nachbarorte
Nachbarorte von Pawłowice sind im Nordwesten  Dębina (Dupine), im Nordosten der Gemeindesitz Gorzów Śląski (Landberg O.S.) und im Süden Kozłowice (Koselwitz).

## Sehenswürdigkeiten
- Das bekannteste Bauwerk ist ein Backsteinschloss aus dem 19. Jahrhundert.

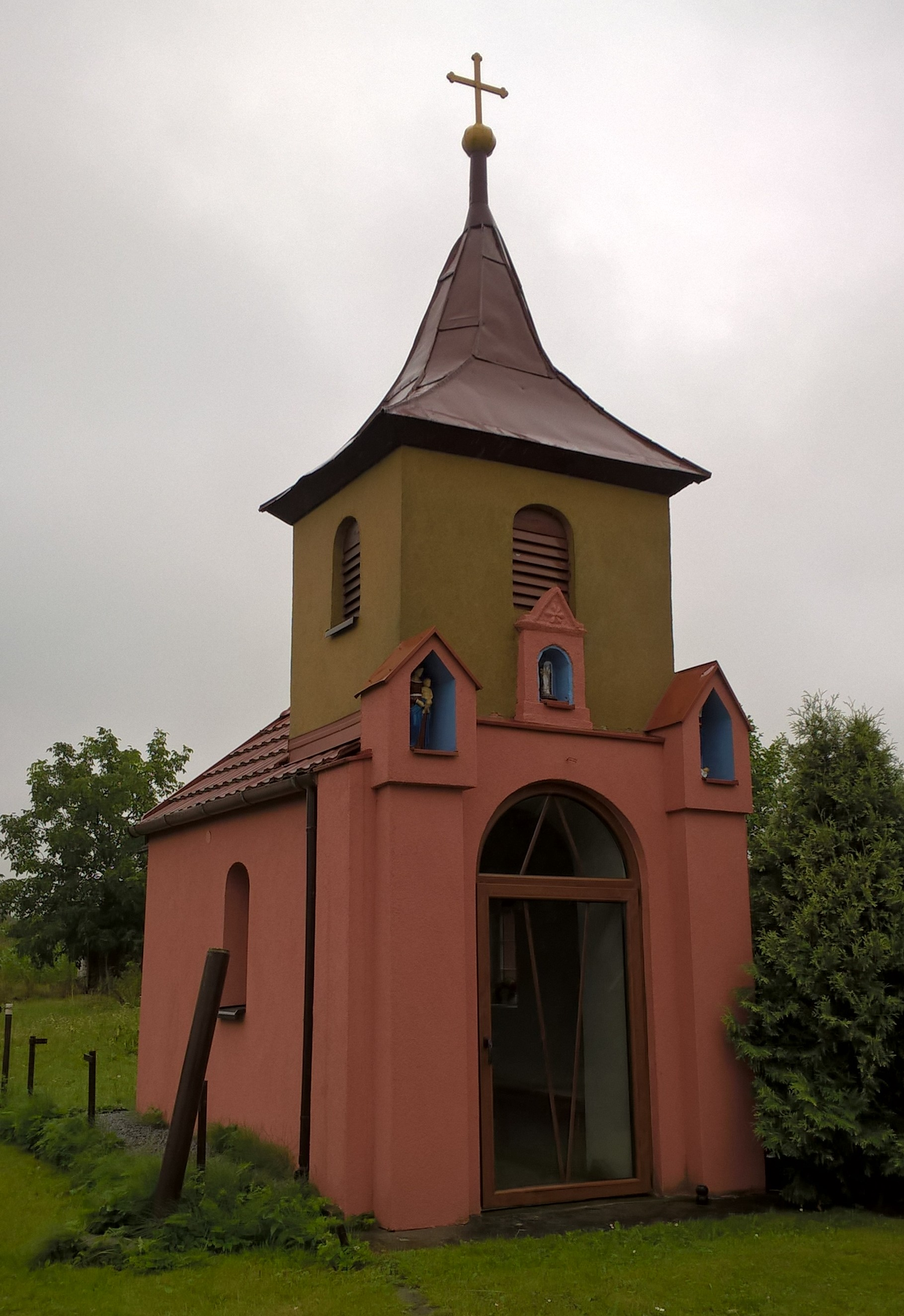
Die Kapelle des Unbefleckten Herzens der Jungfrau Maria wurde 1780 gebaut und steht an der Hauptstraße von Paulsdorf/Pawlowice.

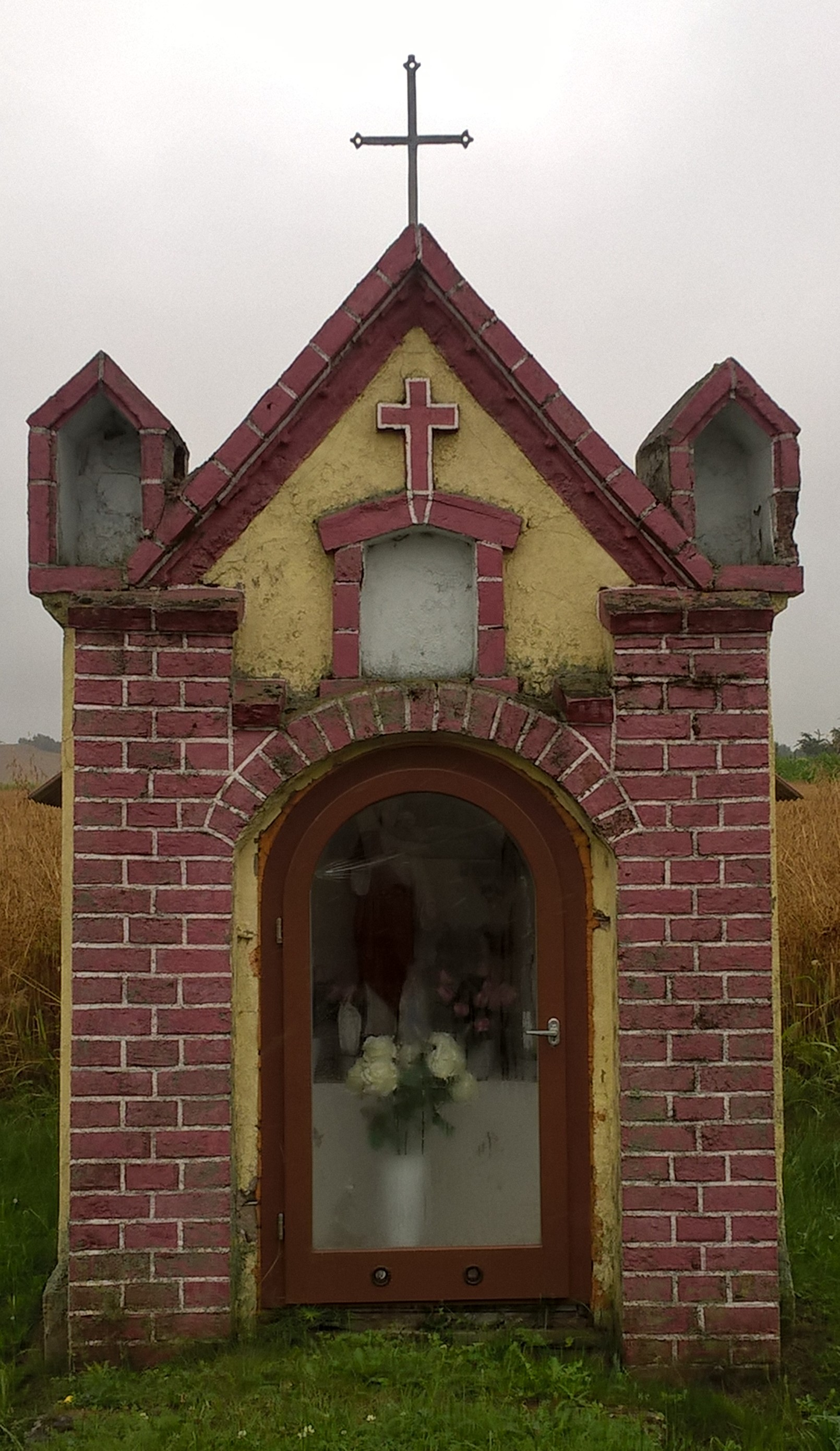
Marienschrein in Paulsdorf/Pawlowice

- Die Kapelle des Unbefleckten Herzens der Jungfrau Maria wurde 1780 gebaut und steht an der Hauptstraße von Paulsdorf/Pawlowice.Marienschrein in Paulsdorf/PawlowiceWeiterhin gibt es einen restaurierten Schrein des Unbefleckten Herzens der Jungfrau – erbaut an der Hauptstraße im Jahre 1780. Die  Kapelle wurde von Priester Józef Olszok eingeweiht.[2]

### Naturdenkmäler
In Pawłowice gibt es ein Naturdenkmal, eine über 300 Jahre alte Stieleiche, deren Umfang 5,5 Meter beträgt.